# Vittorio Salmini

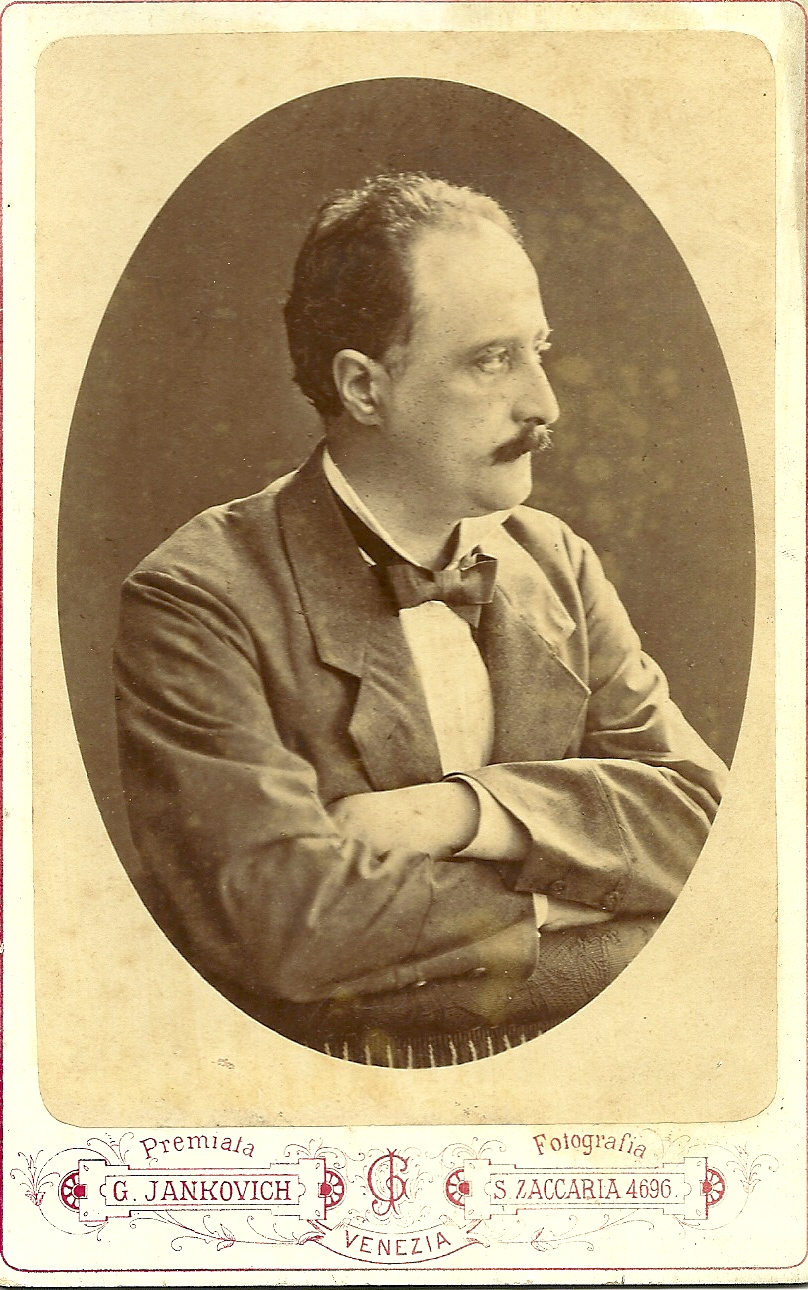
Vittorio Salmini (1876)

Vittorio Salmini (* 12. März 1832 in Venedig; † 12. Juni 1881 in Venedig) war ein italienischer Dichter.
Salmini wandte sich der dramatischen Laufbahn zu und schrieb zunächst zusammen mit Paulo Fambri einige Dramen, von denen jedoch nur Il galantuomo, La rihabilitazione und I letterati einen allgemeinen Bühnenerfolg hatten. Beim Aufstand 1859 geriet er mit Fambri in österreichische Gefangenschaft. Aus der Festung Josephstadt nach dem Frieden von Villafranca (11. Juli 1859) ins Vaterland zurückgekehrt, befasste Salmini sich kaum mehr mit Politik. Er versuchte sein Glück mit dem populär gehaltenen Schauspiel Santo e patrizio und errang damit einen nachhaltigen Erfolg auf der Bühne. Von seinen folgenden Dramen, die wieder, der ursprünglichen Richtung des Dichters entsprechend, in höherem Stil gehalten waren, sind hervorzuheben: Lorenzino de’ Medici (1873), Maometto II (1877), auf einer Novelle von Matteo Bandello basierend, und Madame Roland (1880), welches letzteres Werk die Französische Revolution behandelt und bei der Aufführung durch italienische Künstler in Paris außerordentlichen Beifall fand. Außerdem veröffentlichte Salmini eine die Zeit charakterisierende Dichtung, I figli del secolo, das moderne Idyll Nini und die lyrische Sammlung Polychordon (Bologna 1878). Er starb am 12. Juni 1881 im Alter von 49 Jahren in Venedig.